# Фіргефен
Фіргефен (нім. Vierhöfen) — громада в Німеччині, розташована в землі Нижня Саксонія. Входить до складу району Гарбург. Складова частина об'єднання громад Зальцгаузен.
Площа — 13,92 км2. Населення становить 925 ос. (станом на 31 грудня 2021).